# Modlysblænde
En modlysblændes er et stykke tilbehør til et kamera. Dens primære formål er at afskærme for skråt indfaldende (sol-)lys og derved  undgå generende reflekser. Blænden skal ikke ændre på det egentlige  billede. Desuden kan modlysblænden beskytte mod regndråber. 
Effekten af manglende modlysblænde ses som en eller flere reflekser af solen (eller andet kraftigt lys) i billedet, som ofte har form som kameræts sektkantede blænde. 
Modlysblænde placeres foran på objektivet enten skruet i filtergevindet eller med klemfatning. Formen er konisk oftest rund. Blænden laves af gummi, hård plastik eller metal. Den skal være matsort på indersiden.
Modlysblændens længde og diameter skal være tilpasset det brugte objektiv for at undgå vignettering, hvorfor en modlysblænde til et zoomobjektiv altid må være et kompromis.